# Cezary Julski

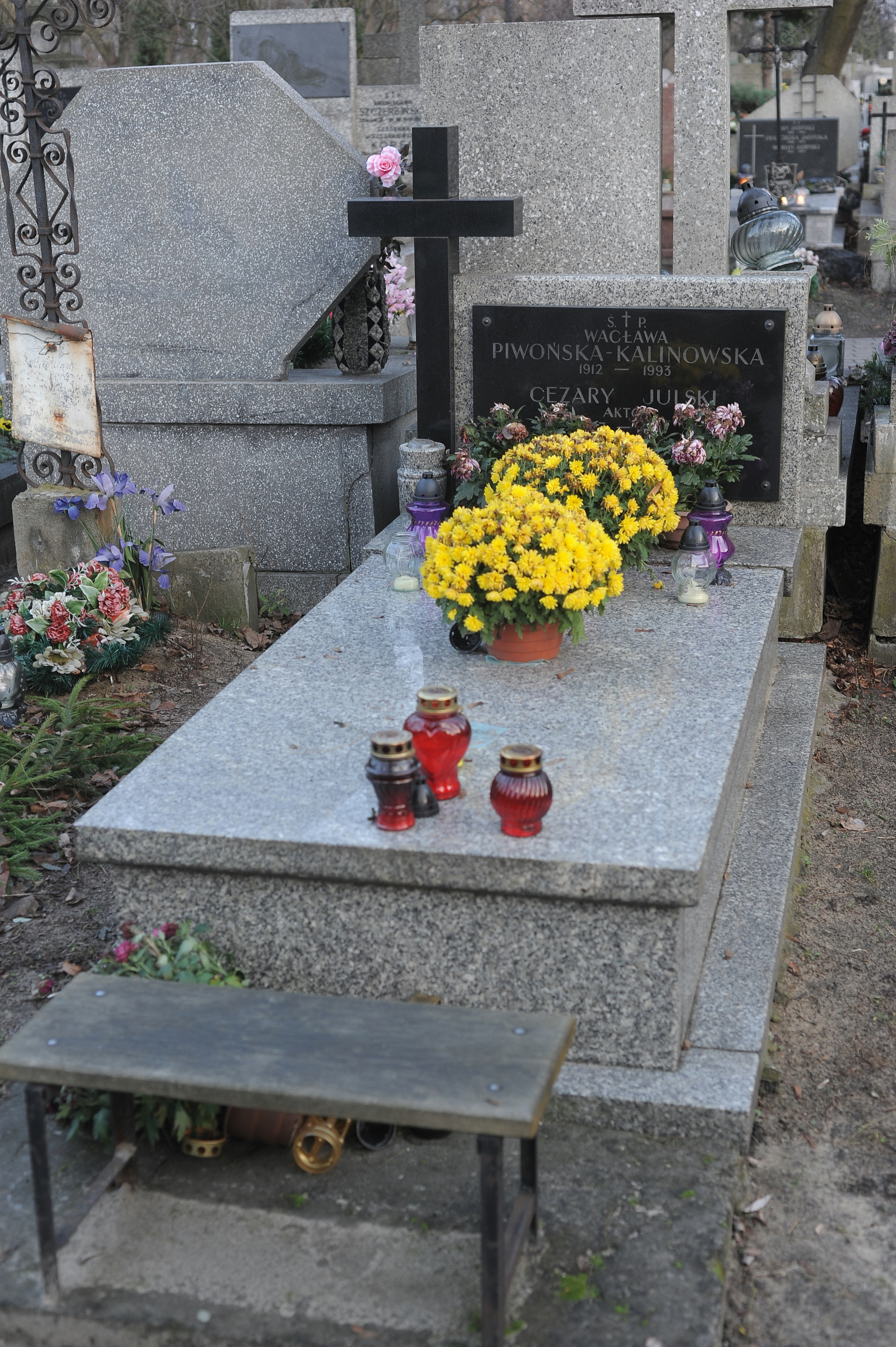
Grób Cezarego Julskiego na cmentarzu Bródnowskim w Warszawie

Cezary Julski (ur. 23 czerwca 1927 w Wolsztynie, zm. 19 sierpnia 1997 w Warszawie) – polski aktor filmowy i teatralny. Często użyczał swego głosu w dubbingu. 

## Życiorys
W sezonie 1946/1947 aktor Teatru Lalki i Aktora w Poznaniu. Występował na deskach Teatru im. Wojciecha Bogusławskiego w Kaliszu (1947–1950) i Teatru im. Stefana Jaracza w Łodzi (1950–1953). W 1953 roku przeniósł się do warszawskiego Teatru Ludowego. W sezonie 1956/57 występował w Teatrze Polskim, a w latach 1957–1990 był członkiem zespołu Teatru Komedia.
W latach 1956–1958 współpracował jako reżyser z warszawskim Kabaretem Architektów „Pineska”. Obdarzony bardzo charakterystycznym, niskim głosem współpracował z Polskim Radiem (m.in. występował w audycji Podwieczorek przy mikrofonie).
Olbrzymią popularność przyniosła mu głosowa rola Freda Flintstone’a – bohatera popularnych kreskówek Między nami jaskiniowcami. Był również polskim głosem Obeliksa z serii filmów o Asteriksie i Obeliksie w dubbingach z lat 80. oraz Pasibrzuchem ze Smerfów.
Zmarł w Warszawie, pochowany 25 sierpnia 1997 na cmentarzu Bródnowskim (kwatera 28B-2-9).

## Filmografia
- 1953: Celuloza – kumpel „Barona”
- 1954: Pokolenie – woźnica
- 1955: Godziny nadziei – Kapo
- 1957: Ewa chce spać – policjant Kruszyna
- 1958: Ostatni strzał – przystaniowy Skiłądź
- 1958: Wolne miasto – Niemiec występujący w obronie listonosza Rajcy w piwiarni Schmoldego
- 1958: Miasteczko – fotograf
- 1960: Krzyżacy – Zawisza Czarny z Garbowa
- 1961: Czas przeszły – Rudy

Bitwa o Kozi Dwór – Cezary, ojciec „Paniczyka”
- 1964: Pierwszy dzień wolności – gwałciciel Ingi
- 1965: Allegro vivace

Podziemny front – Hermann, kat na Gestapo (odc. 2)
Wojna domowa, odc. 2 Bilet za fryzjera – fryzjer
- 1966: Bicz Boży – rzeźnik Cezary

Małżeństwo z rozsądku – Kiełkiewicz, pomocnik Burczyka
Tandem – tragarz, oświetlacz, złodziej kur, kominiarz, gość w domku, flecista
- 1967: Ja gorę! – kowal

Paryż – Warszawa bez wizy – pilot samolotu ambasadora
- 1968: Człowiek z M-3 – chory sąsiad Piechockiego
- 1969: Gniewko, syn rybaka – kowal (spektakl telewizyjny)

Wyzwolenie – żołnierz niemiecki
Przygody Pana Michała – strażnik w więzieniu Potockiego
- 1970: Pierścień księżnej Anny – ochmistrz krzyżacki
- 1971: Kłopotliwy gość – strażak Kowalski

Milion za Laurę – „Napoleon” w szpitalu psychiatrycznym
Niebieskie jak Morze Czarne – plażowicz
- 1973: Czarne chmury – szlachcic Błazowski, kompan Trzosowskiego (serial telewizyjny, odc. 6, 7, 8, 10)

Janosik – austriacki kapitan przeprowadzający pobór/kat (serial telewizyjny, odc. 9, 10, 13)
- 1974: Czterdziestolatek – sąsiad Karwowskich (serial telewizyjny, odc. 2)

Uszczelka – zaopatrzeniowiec w fabryce Sochackiego
Koncert – sekretarz ambasadora
Nie ma róży bez ognia – szatniarz w lokalu
- 1975: Noce i dnie – Antoni Kałużny, chłop w Serbinowie

Długa podróż (Lungo viaggio)
- 1978: Hallo Szpicbródka, czyli ostatni występ króla kasiarzy – Kukulak, pomocnik komornika
- 1981: Miś – klient w kiosku w sprawie żony, której wypadły włosy
- 1982: Jeśli się odnajdziemy – Walczak
- 1983: Alternatywy 4 – Franuś Lewandowski, gość weselny, fachowiec
- 1986: Zmiennicy – uczestnik licytacji WPT (serial telewizyjny, odc. 15)

## Polski dubbing
- 1960–1966: Między nami jaskiniowcami – Fred Flintstone (pierwsza wersja dubbingu)
- 1963: Testament gangstera – Fernand Naudin
- 1964: Winnetou: Część II – Bud Forrester
- 1965: Winnetou: Część III – Rollins
- 1965: Winnetou w Dolinie Sępów
- 1965: Ostatni Mohikanin
- 1967: Obcy – Raymond Sintes
- 1972: Przygody Pinokia(inne języki)
- 1975–1983: Pszczółka Maja – Tarantula
- 1977: Osada Gawronów
- 1977: Na wielkiej rzece
- 1978: Ałpamys idzie do szkoły
- 1981–1989: Smerfy – Pasibrzuch (serie I-III)
- 1983–1987: Fraglesy – Król Gorg
- 1984–1988: Tajemnice wiklinowej zatoki – Tata
- 1985: Asterix i niespodzianka dla Cezara – Obeliks (pierwsza wersja dubbingu)
- 1986: Porwanie w Tiutiurlistanie – Król Baryłko
- 1987: Boże Narodzenie u muppetów – Waldorf

## Ordery i odznaczenia
- Krzyż Kawalerski Orderu Odrodzenia Polski
- Złoty Krzyż Zasługi (1971)
- Medal 40-lecia Polski Ludowej (1984)
- Medal 10-lecia Polski Ludowej (19 stycznia 1955)[2]